# Euoniticellus cubiensis
Euoniticellus cubiensis là một loài bọ cánh cứng trong họ Bọ hung (Scarabaeidae).